# بنژامین لکومته
بنژامین لکومته (انگلیسی: Benjamin Lecomte؛ زادهٔ ۲۶ آوریل ۱۹۹۱) بازیکن فوتبال اهل فرانسه است.
از باشگاه‌هایی که در آن بازی کرده‌است می‌توان به باشگاه فوتبال لوریان و باشگاه فوتبال دیژون اشاره کرد.
وی همچنین در تیم ملی فوتبال زیر ۱۹ سال فرانسه بازی کرده‌است.